# Latour-de-France
Latour-de-France  (historiquement Triniach [tʁinjak], en occitan Triniac) est une commune française située dans le nord-est du département des Pyrénées-Orientales, en région Occitanie. Sur le plan historique et culturel, la commune est dans le Fenouillèdes, une dépression allongée entre les Corbières et les massifs pyrénéens recouvrant la presque totalité du bassin de l'Agly.
Exposée à un climat méditerranéen, elle est drainée par l'Agly, le ruisseau de la Pesquitte et par divers autres petits cours d'eau. La commune possède un patrimoine naturel remarquable : un site Natura 2000 (les « Basses Corbières ») et deux zones naturelles d'intérêt écologique, faunistique et floristique.
Latour-de-France est une commune rurale qui compte 1 044 habitants en 2022. Elle fait partie de l'aire d'attraction de Perpignan.
Ses habitants sont appelés les Tourils.

## Géographie

### Localisation
La commune de Latour-de-France se trouve dans le département des Pyrénées-Orientales, en région Occitanie.
Elle se situe à 21 km à vol d'oiseau de Perpignan, préfecture du département, à 25 km de Prades, sous-préfecture, et à 18 km de Rivesaltes, bureau centralisateur du canton de la Vallée de l'Agly dont dépend la commune depuis 2015 pour les élections départementales.
La commune fait en outre partie du bassin de vie de Perpignan.
Les communes les plus proches sont : 
Planèzes (2,8 km), Montner (3,0 km), Rasiguères (3,6 km), Estagel (3,8 km), Cassagnes (4,6 km), Maury (6,8 km), Bélesta (6,8 km), Lansac (7,5 km).
Sur le plan historique et culturel, Latour-de-France fait partie du Fenouillèdes, une dépression allongée entre les Corbières et les massifs pyrénéens recouvrant la presque totalité du bassin de l'Agly. Ce territoire est culturellement une zone de langue occitane.

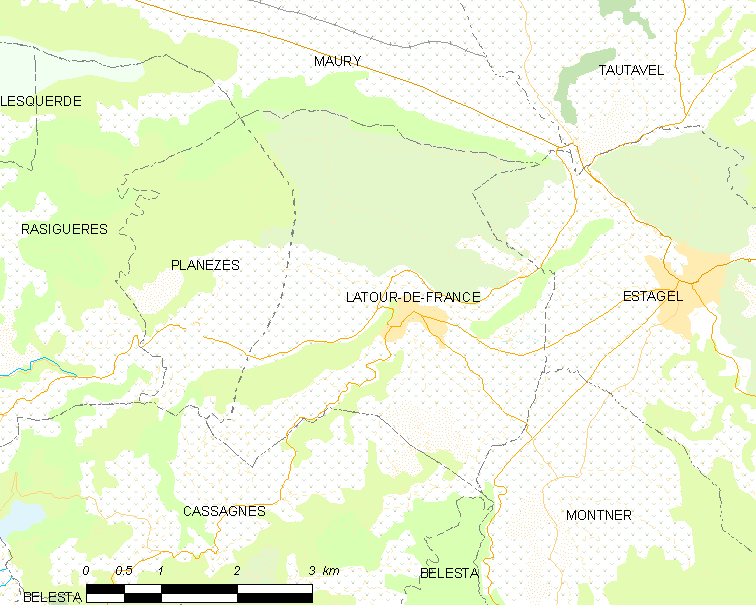
Situation de La commune.

| Rasiguères (par un quadripoint) | Maury            |         |
| Planèzes                        | Latour-de-France | Estagel |
|                                 | Cassagnes        | Montner |

### Géologie et relief
La commune est classée en zone de sismicité 3, correspondant à une sismicité modérée.

### Hydrographie

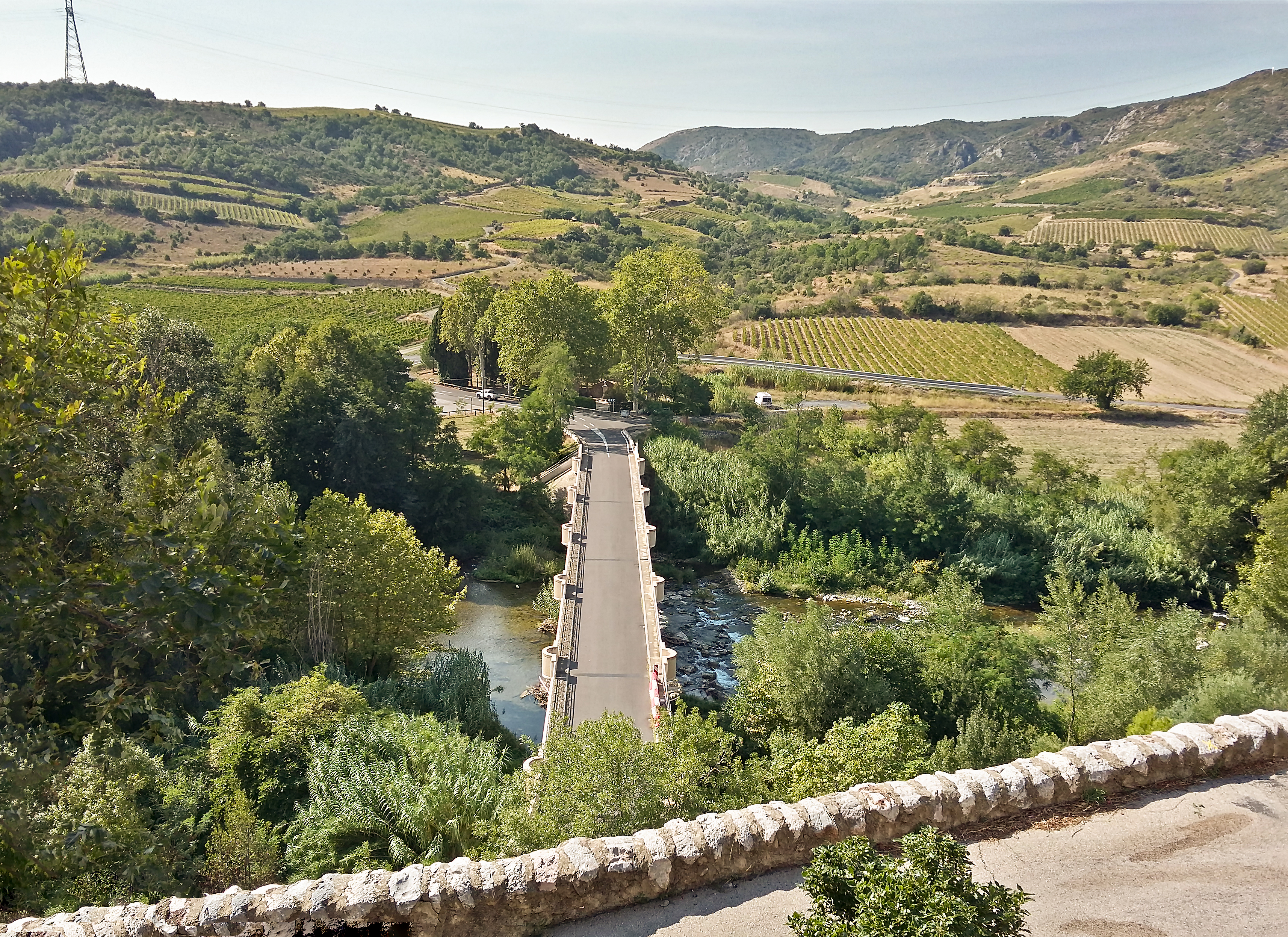
le pont sur l'Agly depuis la rue de l'hôpital

### Climat
Pour des articles plus généraux, voir Climat de l'Occitanie et Climat des Pyrénées-Orientales.
En 2010, le climat de la commune est de type climat méditerranéen franc, selon une étude du CNRS s'appuyant sur une série de données couvrant la période 1971-2000. En 2020, Météo-France publie une typologie des climats de la France métropolitaine dans laquelle la commune est exposée à un climat méditerranéen et est dans une zone de transition entre les régions climatiques « Pyrénées orientales » et « Provence, Languedoc-Roussillon ».
Pour la période 1971-2000, la température annuelle moyenne est de 14,6 °C, avec une amplitude thermique annuelle de 15,7 °C. Le cumul annuel moyen de précipitations est de 580 mm, avec 6,8 jours de précipitations en janvier et 2,9 jours en juillet. Pour la période 1991-2020, la température moyenne annuelle observée sur la station météorologique la plus proche, située sur la commune de Saint-Paul-de-Fenouillet à 13 km à vol d'oiseau, est de 14,7 °C et le cumul annuel moyen de précipitations est de 765,9 mm,. Pour l'avenir, les paramètres climatiques de la commune estimés pour 2050 selon différents scénarios d’émission de gaz à effet de serre sont consultables sur un site dédié publié par Météo-France en novembre 2022.

### Milieux naturels et biodiversité

#### Réseau Natura 2000

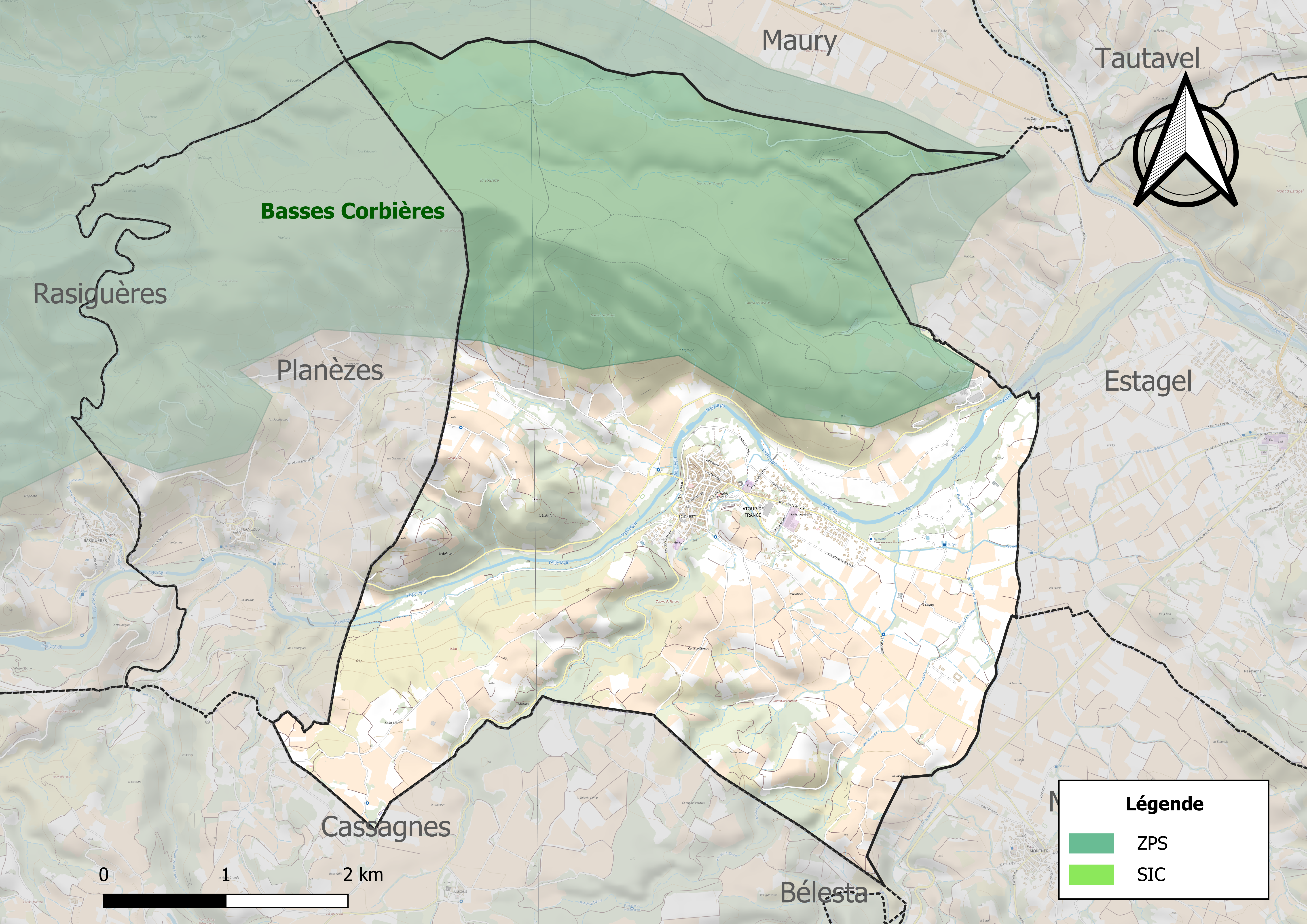
Sites Natura 2000 sur le territoire communal.

Le réseau Natura 2000 est un réseau écologique européen de sites naturels d'intérêt écologique élaboré à partir des directives habitats et oiseaux, constitué de zones spéciales de conservation (ZSC) et de zones de protection spéciale (ZPS).
Un site Natura 2000 a été défini sur la commune au titre  de la directive oiseaux : 0, d'une superficie de 29 495 ha, sont un site important pour la conservation des rapaces : l'Aigle de Bonelli, l'Aigle royal, le Grand-duc d’Europe, le Circaète Jean-le-Blanc, le Faucon pèlerin, le Busard cendré, l'Aigle botté.

#### Zones naturelles d'intérêt écologique, faunistique et floristique
L’inventaire des zones naturelles d'intérêt écologique, faunistique et floristique (ZNIEFF) a pour objectif de réaliser une couverture des zones les plus intéressantes sur le plan écologique, essentiellement dans la perspective d’améliorer la connaissance du patrimoine naturel national et de fournir aux différents décideurs un outil d’aide à la prise en compte de l’environnement dans l’aménagement du territoire.
Une ZNIEFF de type 1 est recensée sur la commune :
le « massif de la Tourèze » (1 718 ha), couvrant 6 communes du département et une ZNIEFF de type 2, : 
le « massif du Fenouillèdes » (34 157 ha), couvrant 40 communes dont une dans l'Aude et 39 dans les Pyrénées-Orientales.

Carte des ZNIEFF de type 1 et 2 à Latour-de-France.
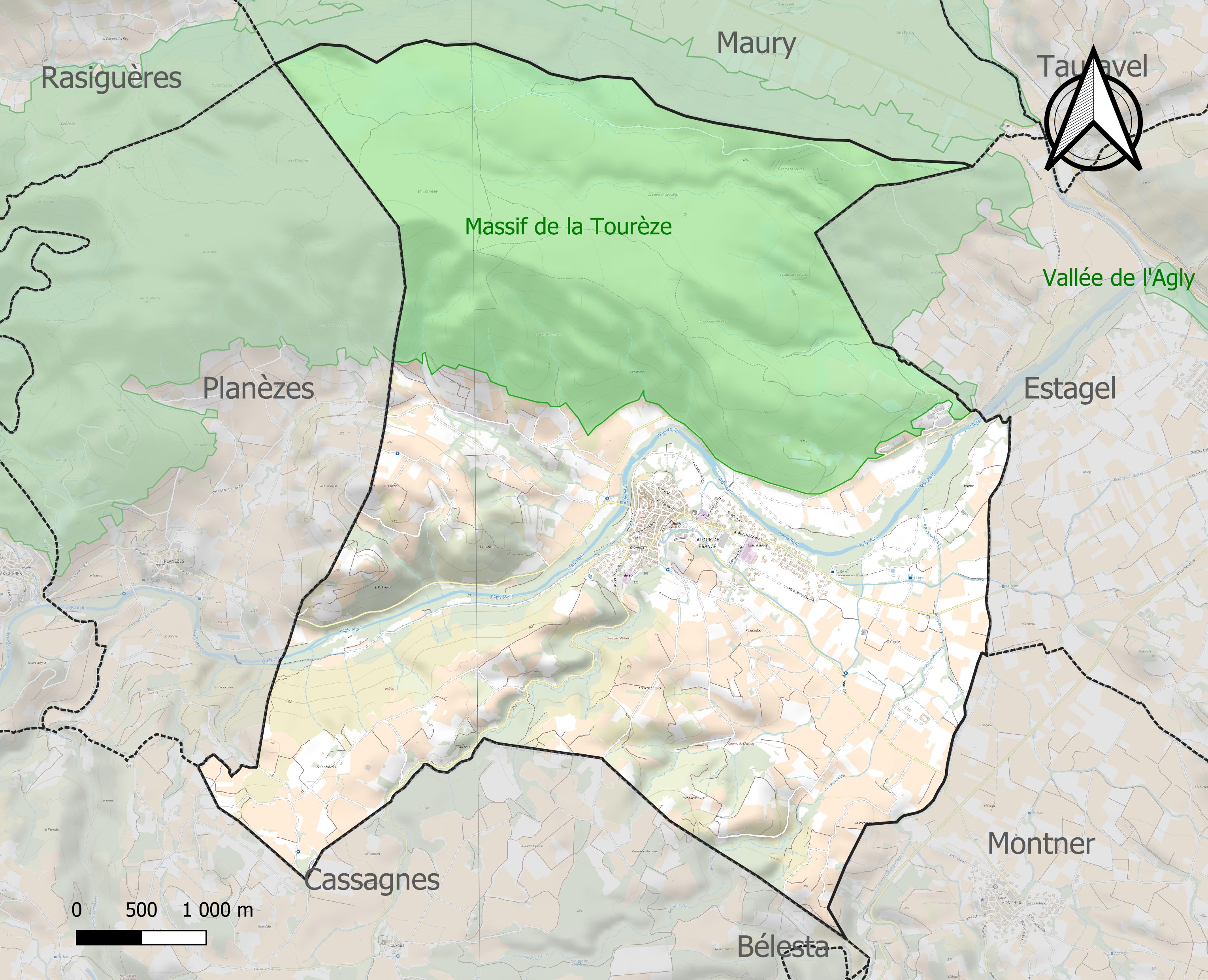
Carte de la ZNIEFF de type 1 sur la commune.
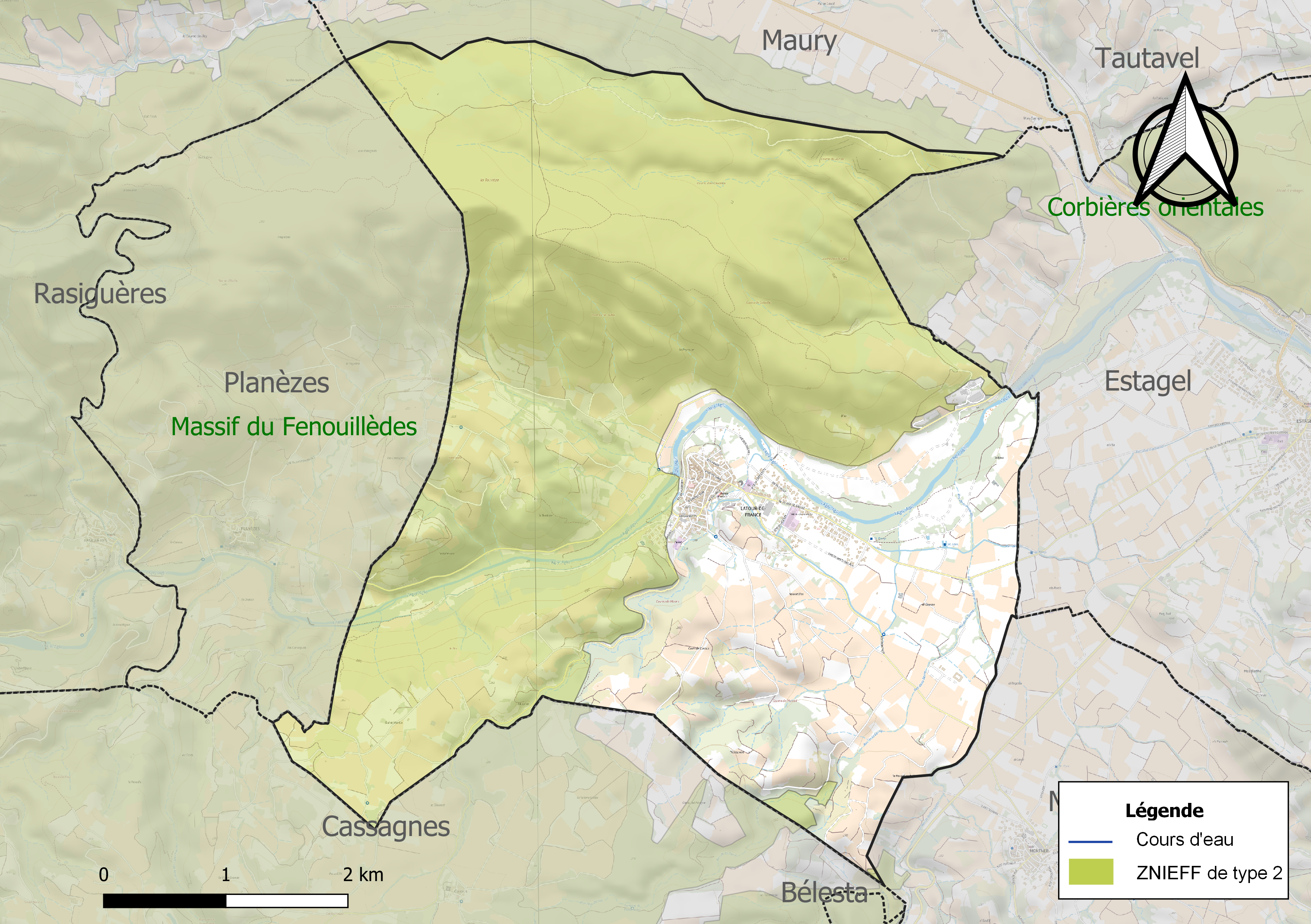
Carte de la ZNIEFF de type 2 sur la commune.

## Urbanisme

### Typologie
Au 1er janvier 2024, Latour-de-France est catégorisée commune rurale à habitat dispersé, selon la nouvelle grille communale de densité à sept niveaux définie par l'Insee en 2022.
Elle est située hors unité urbaine. Par ailleurs la commune fait partie de l'aire d'attraction de Perpignan, dont elle est une commune de la couronne,. Cette aire, qui regroupe 118 communes, est catégorisée dans les aires de 200 000 à moins de 700 000 habitants,.

### Occupation des sols
L'occupation des sols de la commune, telle qu'elle ressort de la base de données européenne d’occupation biophysique des sols Corine Land Cover (CLC), est marquée par l'importance des territoires agricoles (48,6 % en 2018), une proportion sensiblement équivalente à celle de 1990 (49 %). La répartition détaillée en 2018 est la suivante : 
cultures permanentes (45 %), milieux à végétation arbustive et/ou herbacée (44,7 %), zones agricoles hétérogènes (3,6 %), forêts (3,4 %), zones urbanisées (3,3 %). L'évolution de l’occupation des sols de la commune et de ses infrastructures peut être observée sur les différentes représentations cartographiques du territoire : la carte de Cassini (XVIIIe siècle), la carte d'état-major (1820-1866) et les cartes ou photos aériennes de l'IGN pour la période actuelle (1950 à aujourd'hui).

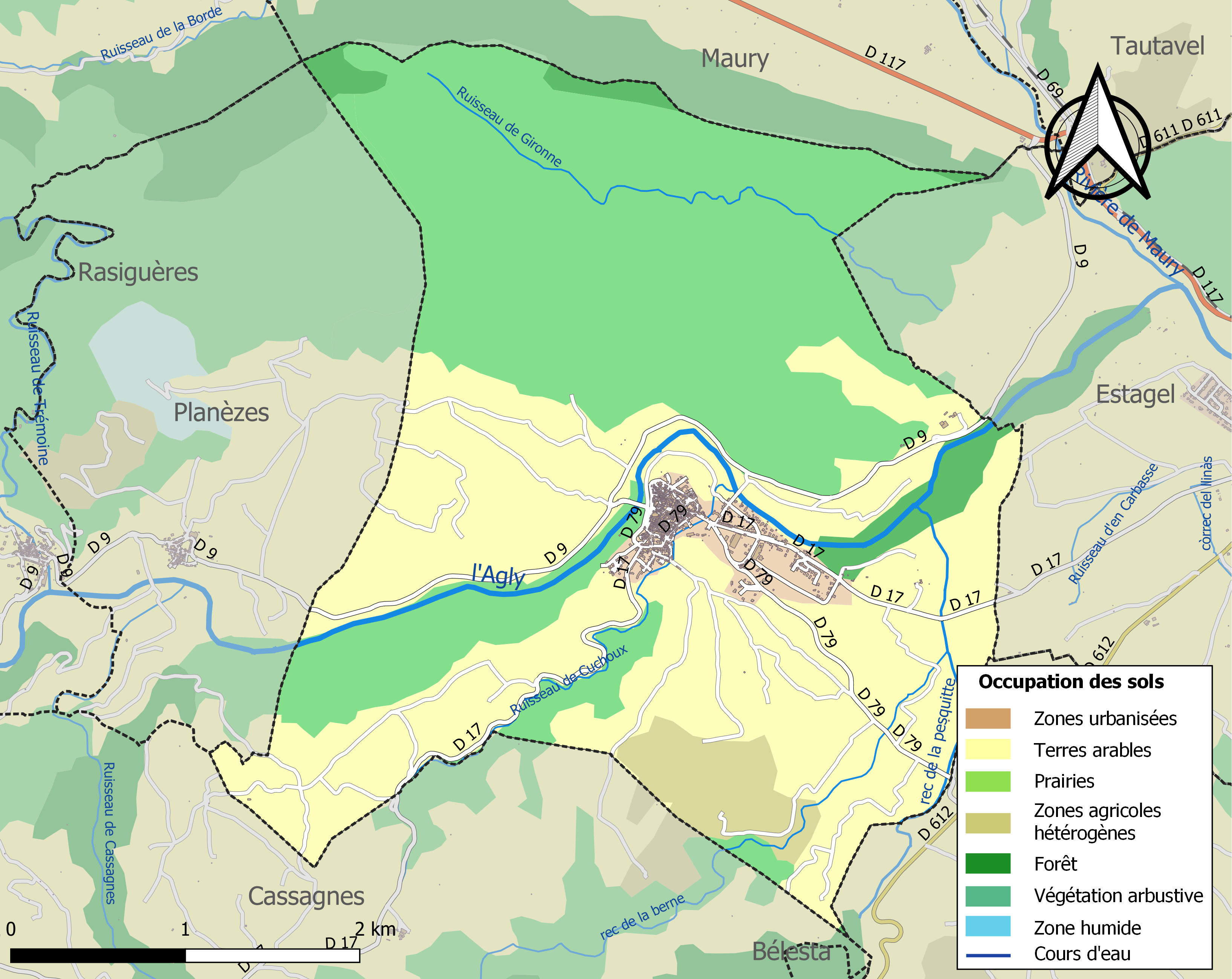
Carte des infrastructures et de l'occupation des sols de la commune en 2018 (CLC).

### Voies de communication et transports
La ligne 505 du réseau régional liO relie la commune à la gare de Perpignan depuis Lansac.

### Risques majeurs
Le territoire de la commune de Latour-de-France est vulnérable à différents aléas naturels : inondations, climatiques (grand froid ou canicule), feux de forêts, mouvements de terrains et séisme (sismicité modérée). Il est également exposé à un risque technologique, la rupture d'un barrage, et à un risque particulier, le risque radon,.

#### Risques naturels
Certaines parties du territoire communal sont susceptibles d’être affectées par le risque d’inondation par crue torrentielle de cours d'eau du bassin de l'Agly.
Les mouvements de terrains susceptibles de se produire sur la commune sont soit des mouvements liés au retrait-gonflement des argiles, soit des glissements de terrains, soit des chutes de blocs, soit des effondrements liés à des cavités souterraines. Une cartographie nationale de l'aléa retrait-gonflement des argiles permet de connaître les sols argileux ou marneux susceptibles vis-à-vis de ce phénomène. L'inventaire national des cavités souterraines permet par ailleurs de localiser celles situées sur la commune.

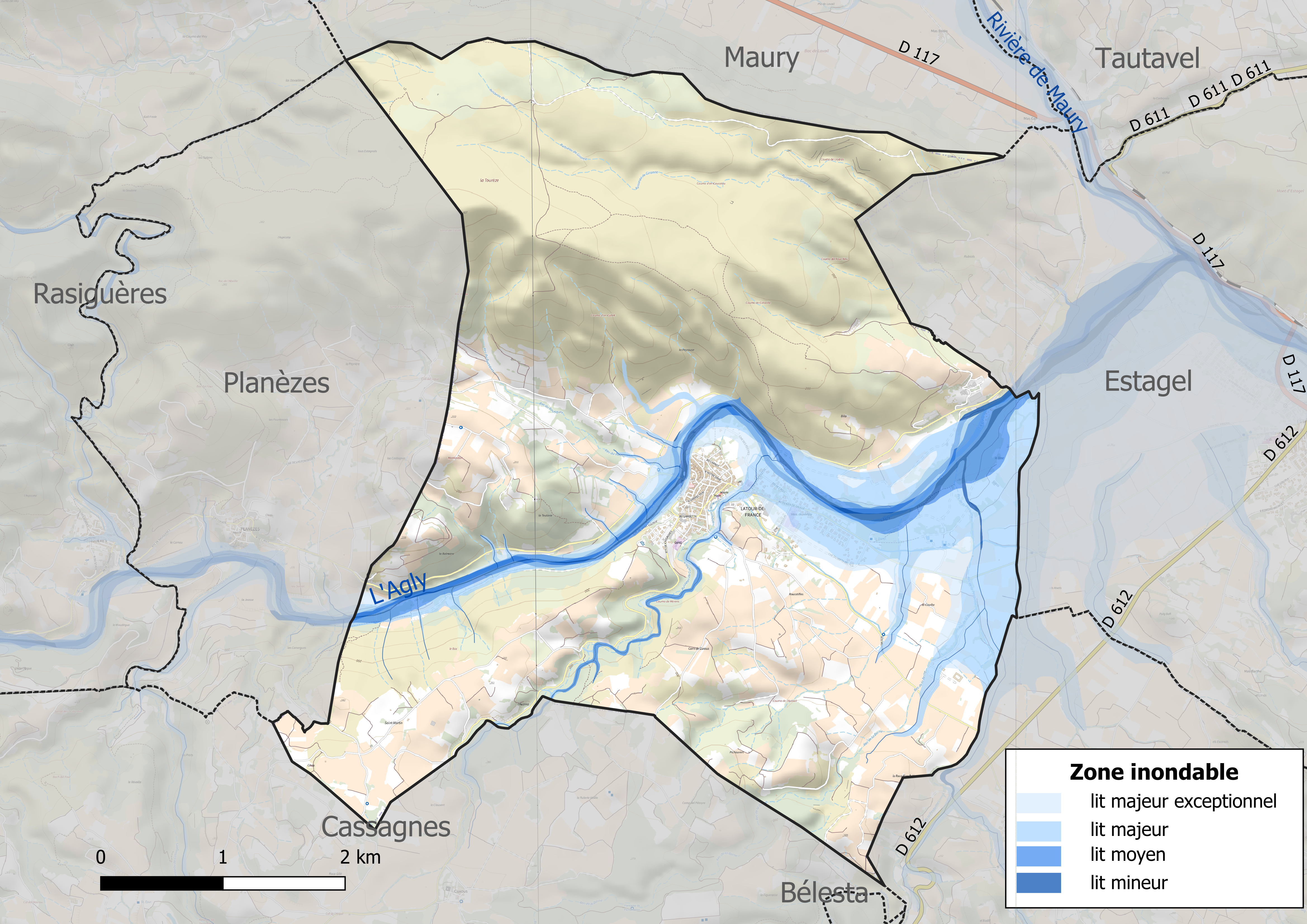
Carte des zones inondables.
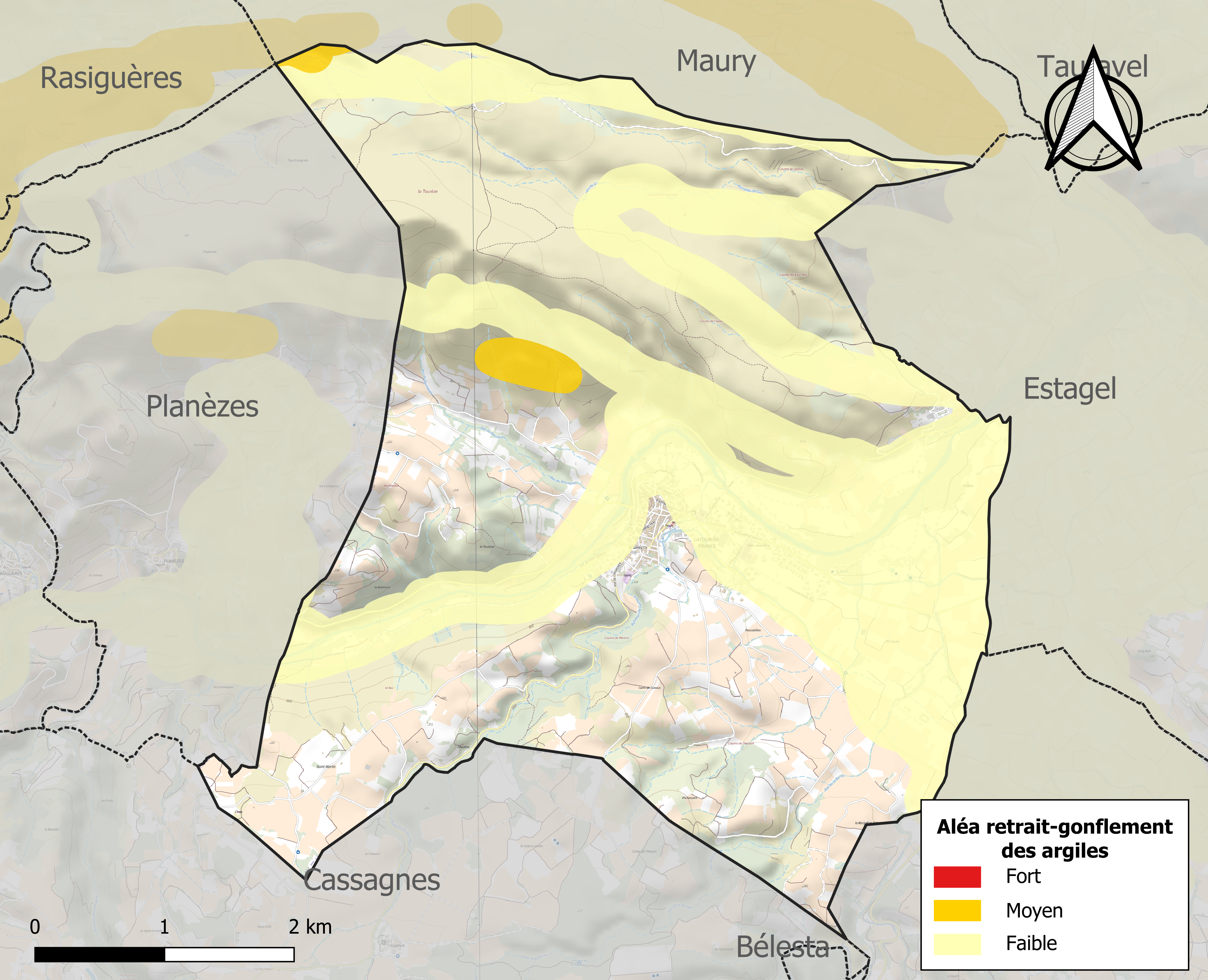
Carte des zones d'aléa retrait-gonflement des argiles.

#### Risques technologiques
Dans le département des Pyrénées-Orientales, on dénombre sept grands barrages susceptibles d’occasionner des dégâts en cas de rupture. La commune fait partie des 66 communes susceptibles d’être touchées par l’onde de submersion consécutive à la rupture d’un de ces barrages, le barrage de Caramany sur l'Agly, un ouvrage de 57 m de hauteur construit en 1994.

#### Risque particulier
Dans plusieurs parties du territoire national, le radon, accumulé dans certains logements ou autres locaux, peut constituer une source significative d’exposition de la population aux rayonnements ionisants. Toutes les communes du département sont concernées par le risque radon à un niveau plus ou moins élevé. Selon la classification de 2018, la commune de Latour-de-France est classée en zone 2, à savoir zone à potentiel radon faible mais sur lesquelles des facteurs géologiques particuliers peuvent faciliter le transfert du radon vers les bâtiments.

## Toponymie
En catalan comme en occitan, le nom de la commune est La Tor de França, ce qui a la même signification que le français « La Tour de France » qui a été orthographié Latour-de-France par l'administration. Les premières mentions du village apparaissent sous des formes latines de La Tour de Triniac, Triniac étant un lieu-dit situé sur la commune.
Triniacum était le nom d'un domaine gallo-romain, formé à partir du nom du propriétaire Trinius et du suffixe -acum. Il a pris la forme Triniac et d'autres semblables à l'époque romane, la Turris de Triniago étant mentionnée dès le XIe siècle, du nom de la tour fortifiée qui se trouvait dans ce village. Un nouveau village s'est développé sur les bords de l'Agly autour d'une nouvelle forteresse, qui était appelé simplement La Tor ou La Tor de Fenolledès (de Fenouillèdes). Le traité de Corbeil (1258) fixe la frontière du royaume de France et de celui d'Aragon à proximité du village. À partir de ce moment, les Catalans commencent à appeler ce village La Tor de França, nom qui est passé en français et qui a été conservé, même après le traité des Pyrénées rattachant le Roussillon à la France.

## Histoire
L'église Sainte-Eulalie de Triniac (ou Trinhac) est citée en 999. Elle est rattachée à la collégiale de Saint-Pierre de Fenouillet en 1017 avant de devenir un prieuré de l'abbaye de Saint-Pons de Thomières vers 1023, sous le conseil de l'archevêque de Narbonne, Guifré. Elle possède la chapelle de Notre-Dame de la Tour, citée en 1056. Sainte-Eulalie est dotée de droits et de terres par les vicomtes de Fenouillet et leurs suzerains les comtes de Besalú. Un fils cadet du vicomte de Fenouillet Udalguier II, nommé Gilbert et encore enfant, y devient moine en 1144 en apportant aux possessions de Sainte-Eulalie une ferme située à Peyrelade (aujourd'hui à Saint-Paul-de-Fenouillet). En 1180 son prieur est Pierre de la Tour. L'église est attribuée en 1271 à l'archevêque de Narbonne, il n'y a certainement plus de moines ni de prieurs à Sainte-Eulalie après cette date.
La tour de Triniac est citée dans les testament de Bernard de Besalú en 1020. Le chevalier Ermengaud de la Tour est cité en 1049 et ses descendants possèdent la seigneurie au treizième siècle. A partir du traité de Corbeil en 1258, le village devient frontalier du royaume d'Aragon, situation qui demeurera jusqu'au traité des Pyrénées en 1659.
En 1315, Guilhem du Vivier en est le seigneur, il possède aussi Le Vivier et Montfort-sur-Boulzane.

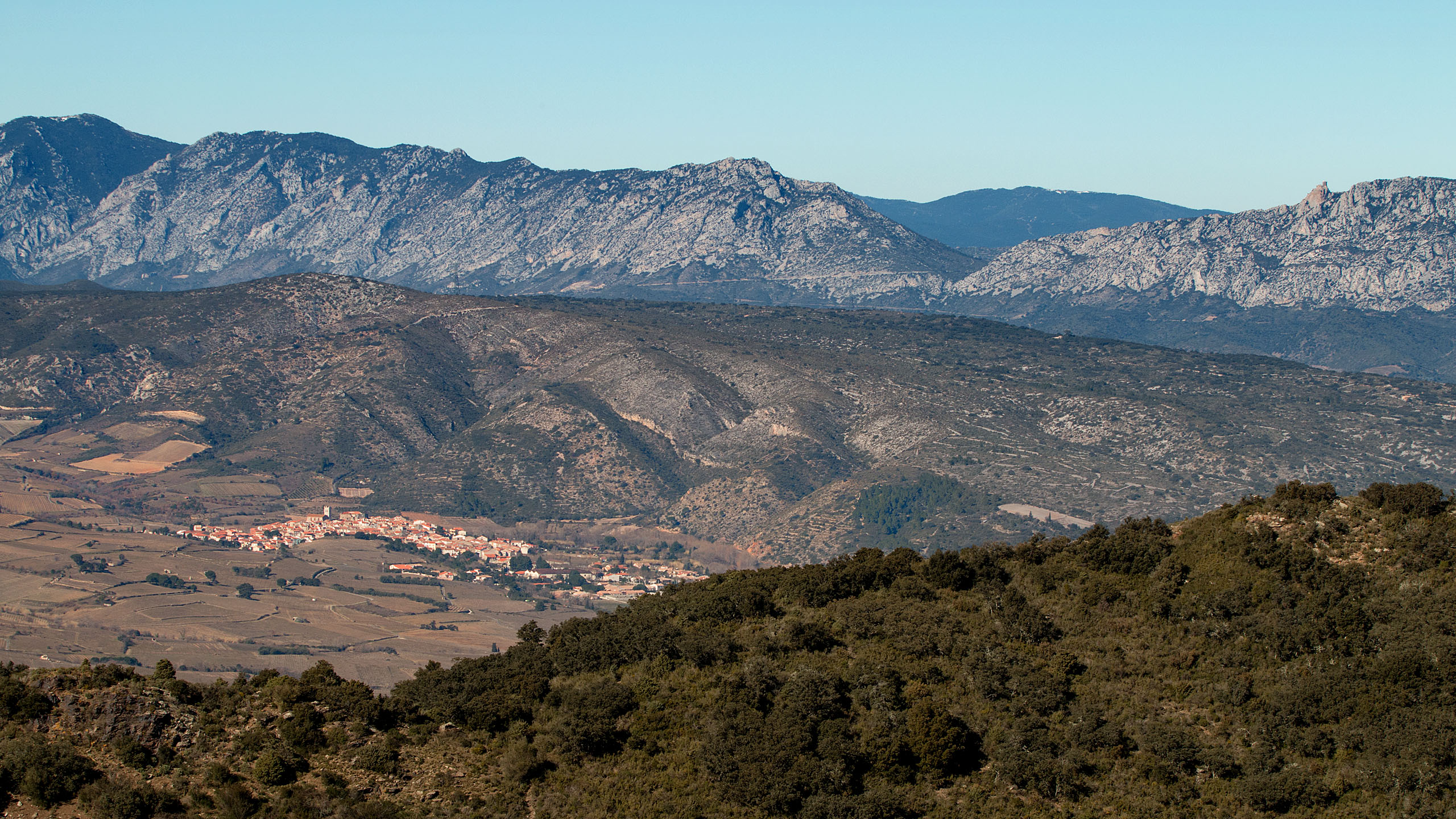
Latour-de-France, le grau de Maury, le château de Quéribus

## Politique et administration

### Administration municipale

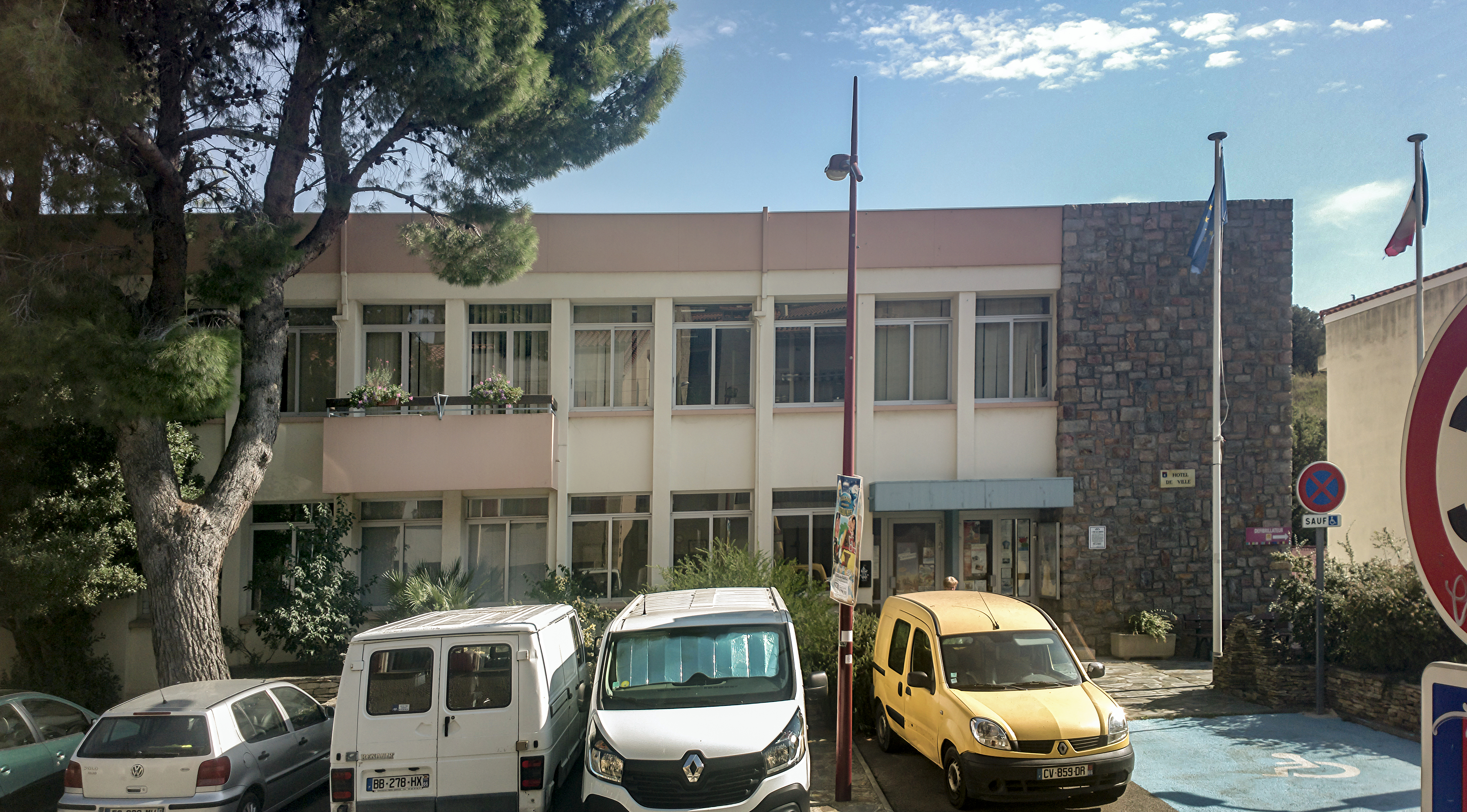
L'hôtel de ville.

### Canton
La commune est le chef-lieu du canton éponyme, qui dépend de la deuxième circonscription des Pyrénées-Orientales dont le député est Fernand Siré (UMP, maire de Saint-Laurent-de-la-Salanque).

## Population et société

### Démographie ancienne
La population est exprimée en nombre de feux (f) ou d'habitants (H).
| 1693  | 1709  | 1720  | 1744  | 1774  | 1788  | 1789  | 1790  |
| ----- | ----- | ----- | ----- | ----- | ----- | ----- | ----- |
| 228 f | 200 f | 200 f | 856 H | 200 f | 707 H | 173 f | 771 H |

### Démographie contemporaine
L'évolution du nombre d'habitants est connue à travers les recensements de la population effectués dans la commune depuis 1793. Pour les communes de moins de 10 000 habitants, une enquête de recensement portant sur toute la population est réalisée tous les cinq ans, les populations de référence des années intermédiaires étant quant à elles estimées par interpolation ou extrapolation. Pour la commune, le premier recensement exhaustif entrant dans le cadre du nouveau dispositif a été réalisé en 2005.

En 2022, la commune comptait 1 044 habitants, en évolution de +1,26 % par rapport à 2016 (Pyrénées-Orientales : +3,92 %, France hors Mayotte : +2,11 %).
| 1793 | 1800 | 1806 | 1821  | 1831  | 1836  | 1841  | 1846  | 1851  |
| ---- | ---- | ---- | ----- | ----- | ----- | ----- | ----- | ----- |
| 697  | 745  | 889  | 1 125 | 1 217 | 1 227 | 1 259 | 1 281 | 1 214 |

| 1856  | 1861  | 1866  | 1872  | 1876  | 1881  | 1886  | 1891  | 1896  |
| ----- | ----- | ----- | ----- | ----- | ----- | ----- | ----- | ----- |
| 1 241 | 1 251 | 1 326 | 1 364 | 1 510 | 1 519 | 1 353 | 1 375 | 1 351 |

| 1901  | 1906  | 1911  | 1921  | 1926  | 1931  | 1936  | 1946  | 1954  |
| ----- | ----- | ----- | ----- | ----- | ----- | ----- | ----- | ----- |
| 1 318 | 1 285 | 1 237 | 1 357 | 1 110 | 1 066 | 1 063 | 1 007 | 1 038 |

| 1962  | 1968  | 1975  | 1982  | 1990 | 1999 | 2005  | 2006  | 2010  |
| ----- | ----- | ----- | ----- | ---- | ---- | ----- | ----- | ----- |
| 1 002 | 1 047 | 1 019 | 1 078 | 833  | 885  | 1 046 | 1 056 | 1 065 |

| 2015  | 2020  | 2022  | - | - | - | - | - | - |
| ----- | ----- | ----- | - | - | - | - | - | - |
| 1 037 | 1 043 | 1 044 | - | - | - | - | - | - |

| selon la population municipale des années : | 1968 | 1975 | 1982 | 1990 | 1999 | 2006 | 2009 | 2013 |
| Rang de la commune dans le département      | 54   | 60   | 68   | 77   | 78   | 78   | 80   | 84   |
| Nombre de communes du département           | 232  | 217  | 220  | 225  | 226  | 226  | 226  | 226  |

### Manifestations culturelles et festivités
- Fête patronale et communale : 15 et 16 août[44] ;
- Foire : 22 novembre[44].

### Sports
- École Catalane de Combat Médiéval.

## Économie

### Revenus
En 2018, la commune compte 423 ménages fiscaux, regroupant 943 personnes. La médiane du revenu disponible par unité de consommation est de 19 050 € (19 350 € dans le département).

### Emploi
|                | 2008   | 2013   | 2018   |
| -------------- | ------ | ------ | ------ |
| Commune        | 11,1 % | 15,6 % | 12,5 % |
| Département    | 10,3 % | 12,9 % | 13,3 % |
| France entière | 8,3 %  | 10 %   | 10 %   |

En 2018, la population âgée de 15 à 64 ans s'élève à 570 personnes, parmi lesquelles on compte 76,7 % d'actifs (64,1 % ayant un emploi et 12,5 % de chômeurs) et 23,3 % d'inactifs,. En  2018, le taux de chômage communal (au sens du recensement) des 15-64 ans est inférieur à celui du département, mais supérieur à celui de la France, alors qu'en 2008 il était supérieur à celui du département.
La commune fait partie de la couronne de l'aire d'attraction de Perpignan, du fait qu'au moins 15 % des actifs travaillent dans le pôle,. Elle compte 237 emplois en 2018, contre 248 en 2013 et 232 en 2008. Le nombre d'actifs ayant un emploi résidant dans la commune est de 368, soit un indicateur de concentration d'emploi de 64,4 % et un taux d'activité parmi les 15 ans ou plus de 51,6 %.
Sur ces 368 actifs de 15 ans ou plus ayant un emploi, 124 travaillent dans la commune, soit 34 % des habitants. Pour se rendre au travail, 80,9 % des habitants utilisent un véhicule personnel ou de fonction à quatre roues, 0,8 % les transports en commun, 11,9 % s'y rendent en deux-roues, à vélo ou à pied et 6,5 % n'ont pas besoin de transport (travail au domicile).

### Activités hors agriculture

#### Secteurs d'activités
64 établissements sont implantés  à Latour-de-France au 31 décembre 2019. Le tableau ci-dessous en détaille le nombre par secteur d'activité et compare les ratios avec ceux du département,.
| Secteur d'activité                                                                                        | Commune | Commune | Département |
| Secteur d'activité                                                                                        | Nombre  | %       | %           |
| --- | ------- | ------- | ----------- |
| Ensemble                                                                                                  | 64      |         |             |
| Industrie manufacturière, industries extractives et autres                                                | 9       | 14,1 %  | (8,7 %)     |
| Construction                                                                                              | 10      | 15,6 %  | (14,3 %)    |
| Commerce de gros et de détail, transports, hébergement et restauration                                    | 15      | 23,4 %  | (30,5 %)    |
| Activités financières et d'assurance                                                                      | 1       | 1,6 %   | (3 %)       |
| Activités immobilières                                                                                    | 3       | 4,7 %   | (6,2 %)     |
| Activités spécialisées, scientifiques et techniques et activités de services administratifs et de soutien | 8       | 12,5 %  | (13 %)      |
| Administration publique, enseignement, santé humaine et action sociale                                    | 12      | 18,8 %  | (13,9 %)    |
| Autres activités de services                                                                              | 6       | 9,4 %   | (8,5 %)     |

Le secteur du commerce de gros et de détail, des transports, de l'hébergement et de la restauration est prépondérant sur la commune puisqu'il représente 23,4 % du nombre total d'établissements de la commune (15 sur les 64 entreprises implantées  à Latour-de-France), contre 30,5 % au niveau départemental.

#### Entreprises et commerces
Les deux entreprises ayant leur siège social sur le territoire communal qui génèrent le plus de chiffre d'affaires en 2020 sont : 
- La Fabrique PLM, restauration traditionnelle (185 k€)
- Renardeaux, conseil en relations publiques et communication (155 k€)

### Agriculture
La commune est dans les « Corbières du Roussillon », une petite région agricole occupant le nord du département des Pyrénées-Orientales. En 2020, l'orientation technico-économique de l'agriculture  sur la commune est la viticulture.
|               | 1988 | 2000 | 2010 | 2020 |
| ------------- | ---- | ---- | ---- | ---- |
| Exploitations | 114  | 68   | 36   | 30   |
| SAU (ha)      | 714  | 581  | nd   | 303  |

Le nombre d'exploitations agricoles en activité et ayant leur siège dans la commune est passé de 114 lors du recensement agricole de 1988  à 68 en 2000 puis à 36 en 2010 et enfin à 30 en 2020, soit une baisse de 74 % en 32 ans. Le même mouvement est observé à l'échelle du département qui a perdu pendant cette période 73 % de ses exploitations,. La surface agricole utilisée sur la commune a également diminué, passant de 714 ha en 1988 à 303 ha en 2020. Parallèlement la surface agricole utilisée moyenne par exploitation a augmenté, passant de 6 à 10 ha.

#### Viticulture
La commune est située dans l'aire d'appellation de l'IGP « Côtes-catalanes ».
(cf. le film Wine Calling).

## Culture locale et patrimoine

### Monuments et lieux touristiques
- Église Notre-Dame-de-l'Assomption de Latour-de-France, XVe siècle et XVIIe siècle[50].
- Chapelle Saint-Martin ( Inscrit MH (1994, Chapelle, avec les vestiges de son enceinte, sa porte fortifiée et le sol de son enclos)).
- Le monument aux morts.

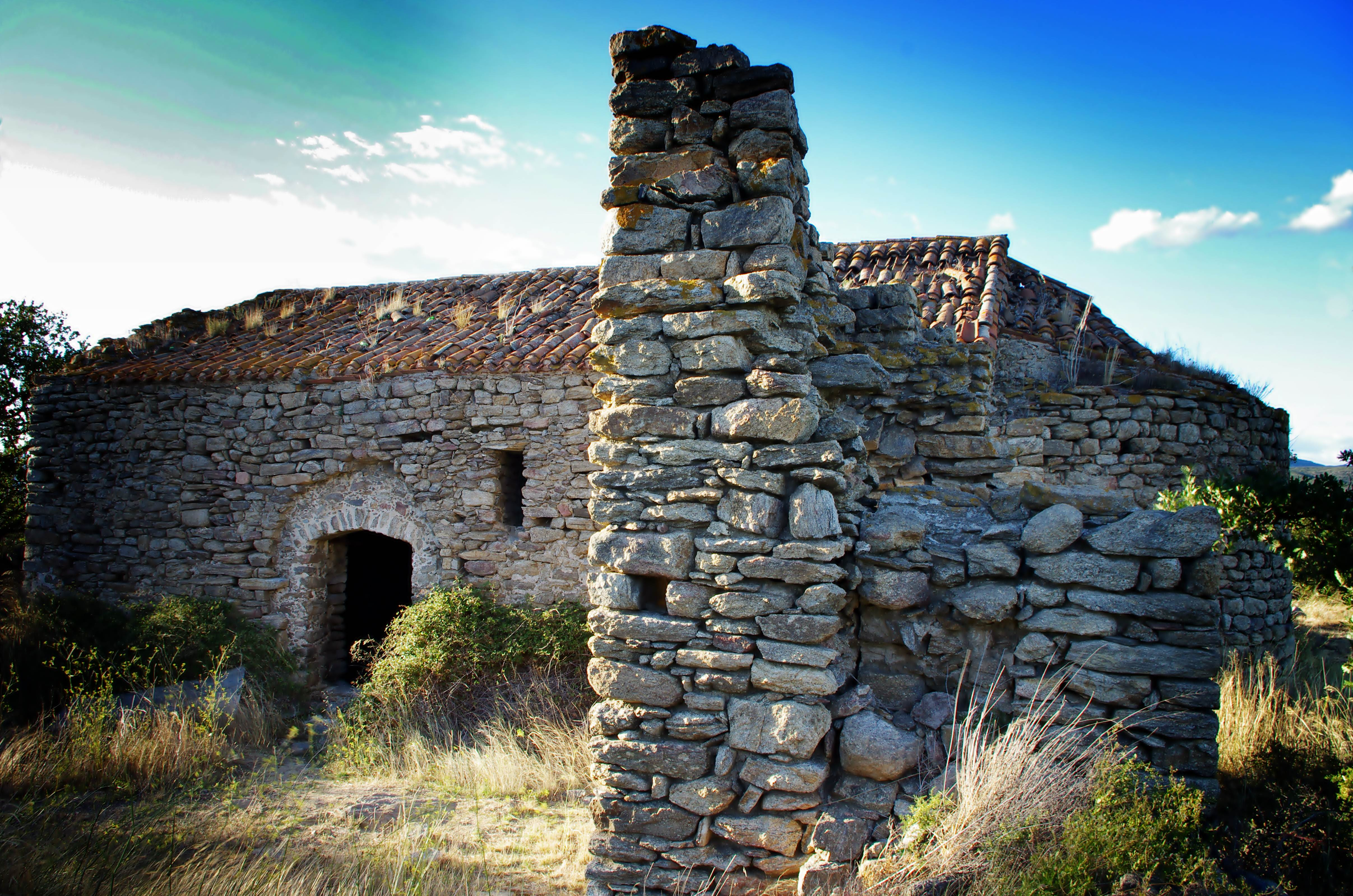
Chapelle Saint-Martin de Latour-de-France
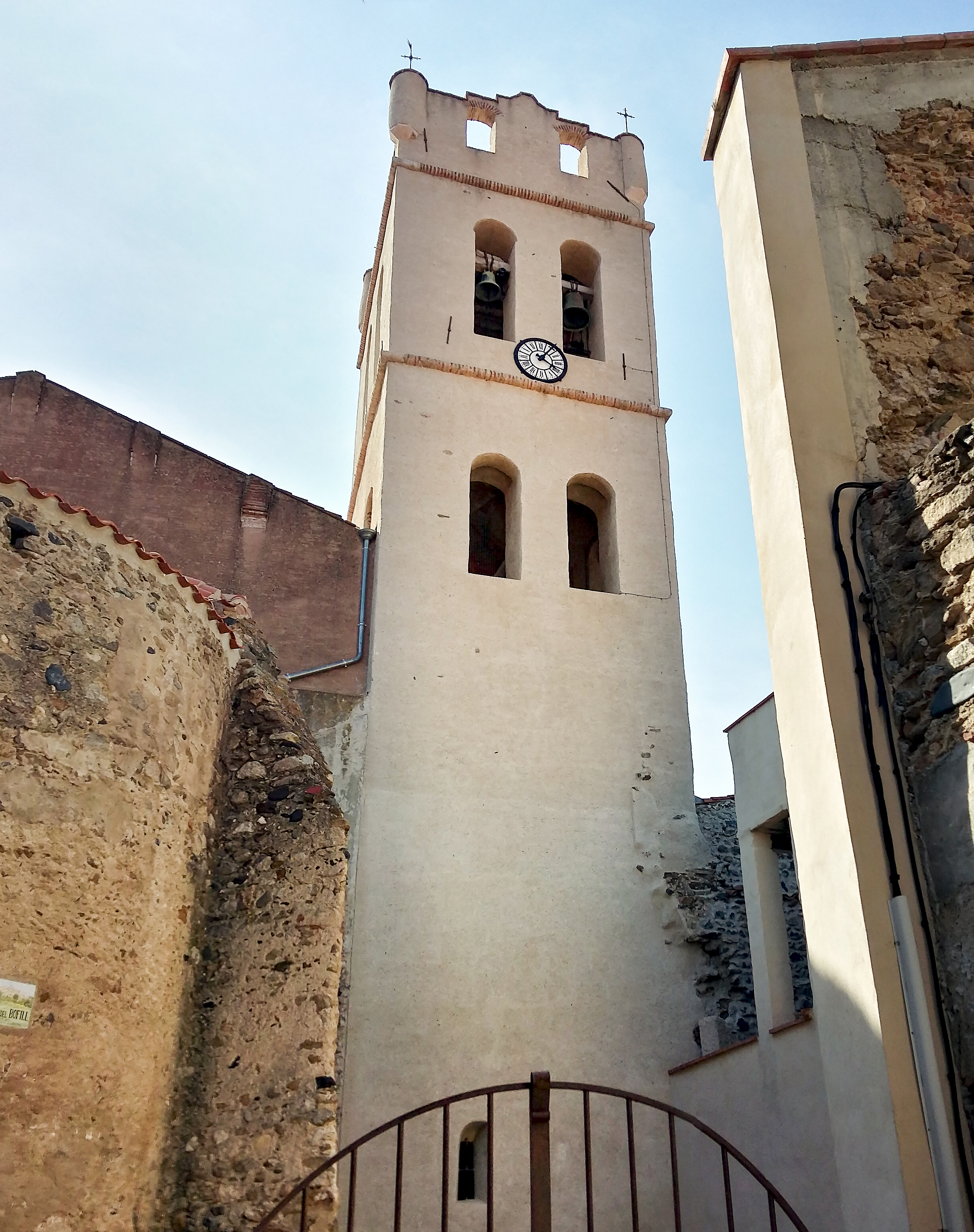
Notre-Dame-de-l'Assomption. Le clocher du XVe siècle
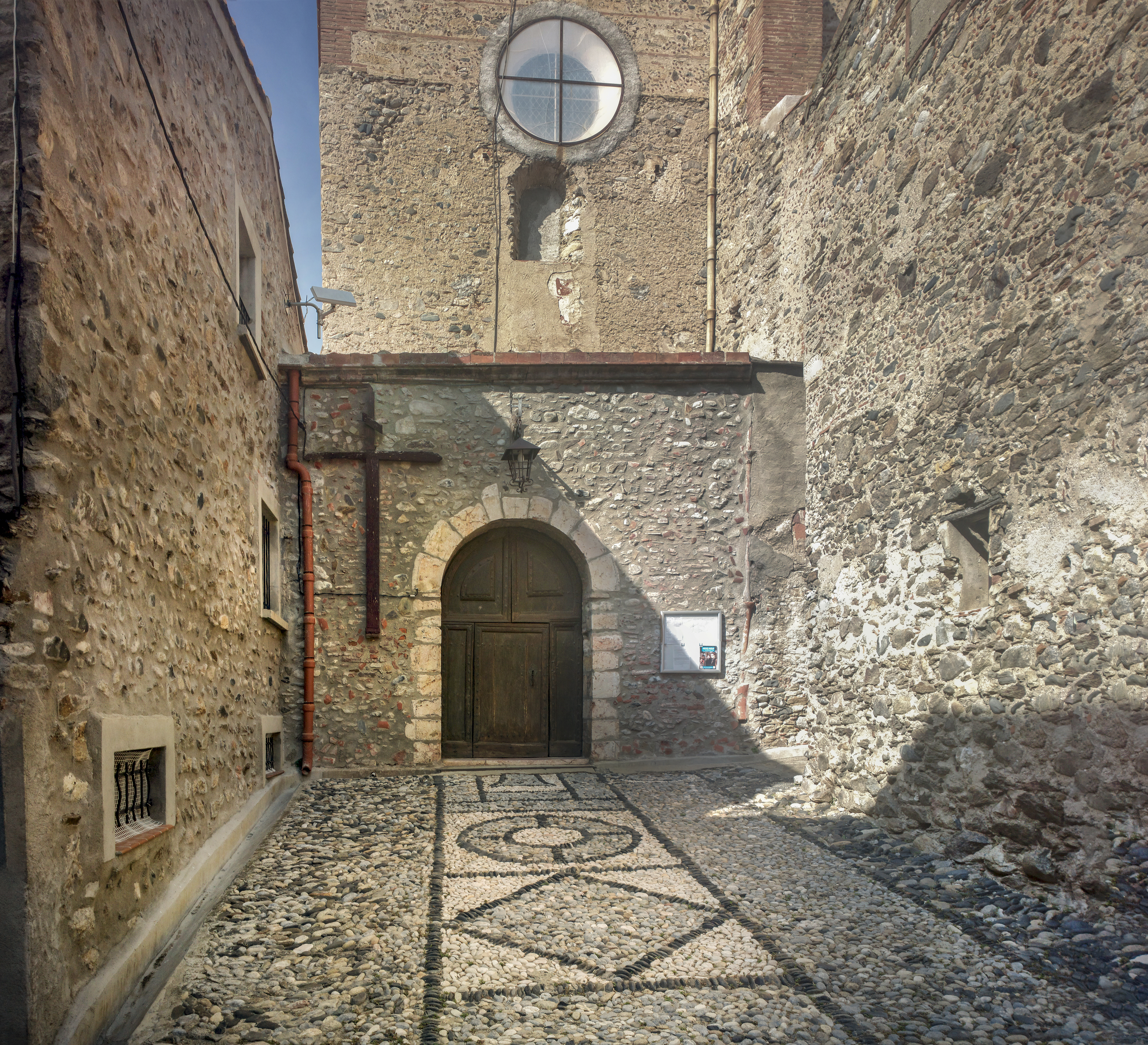
Parvis de l'église Notre-Dame-de-l'Assomption
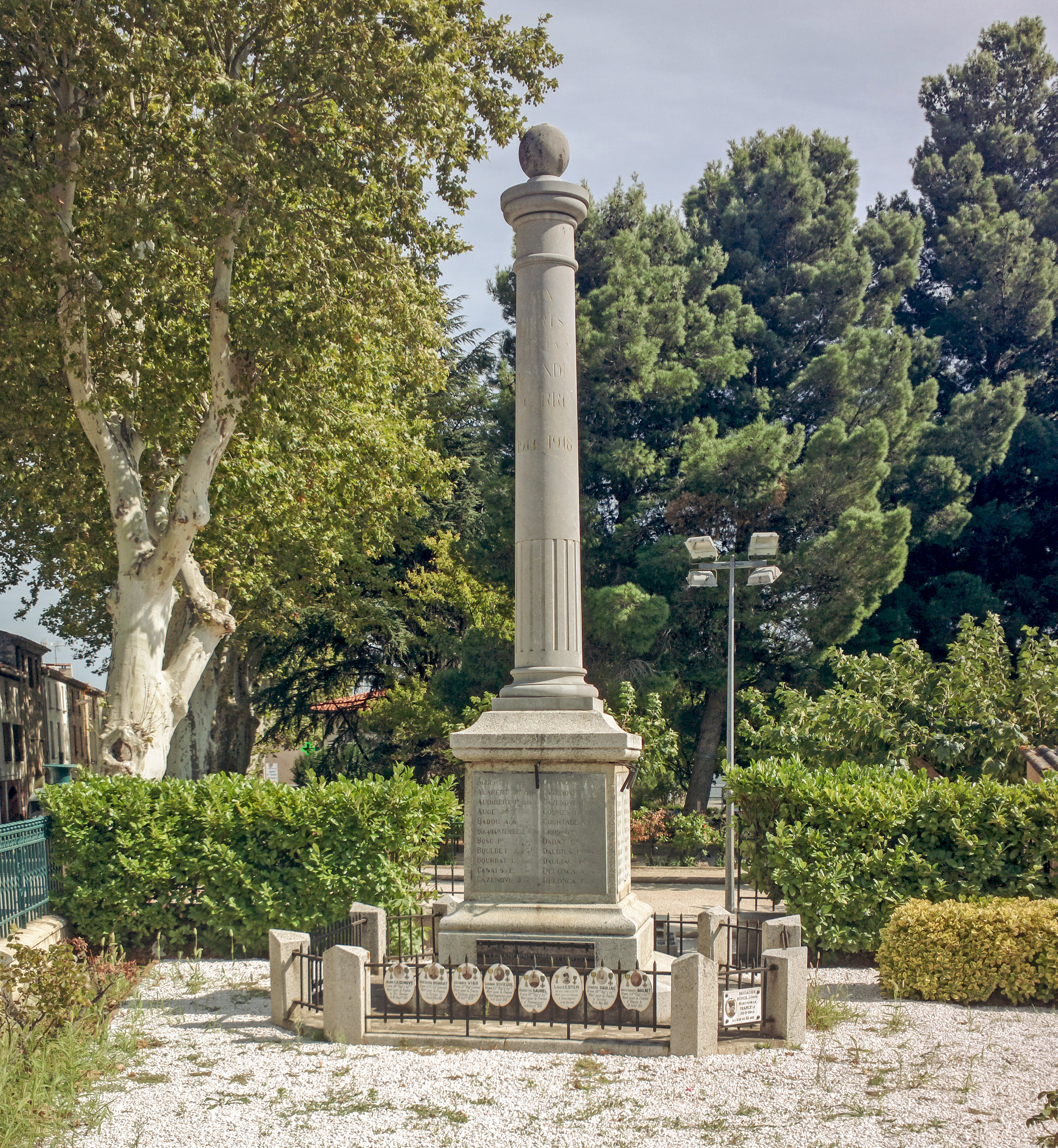
Le monument aux morts place Roger Pech.
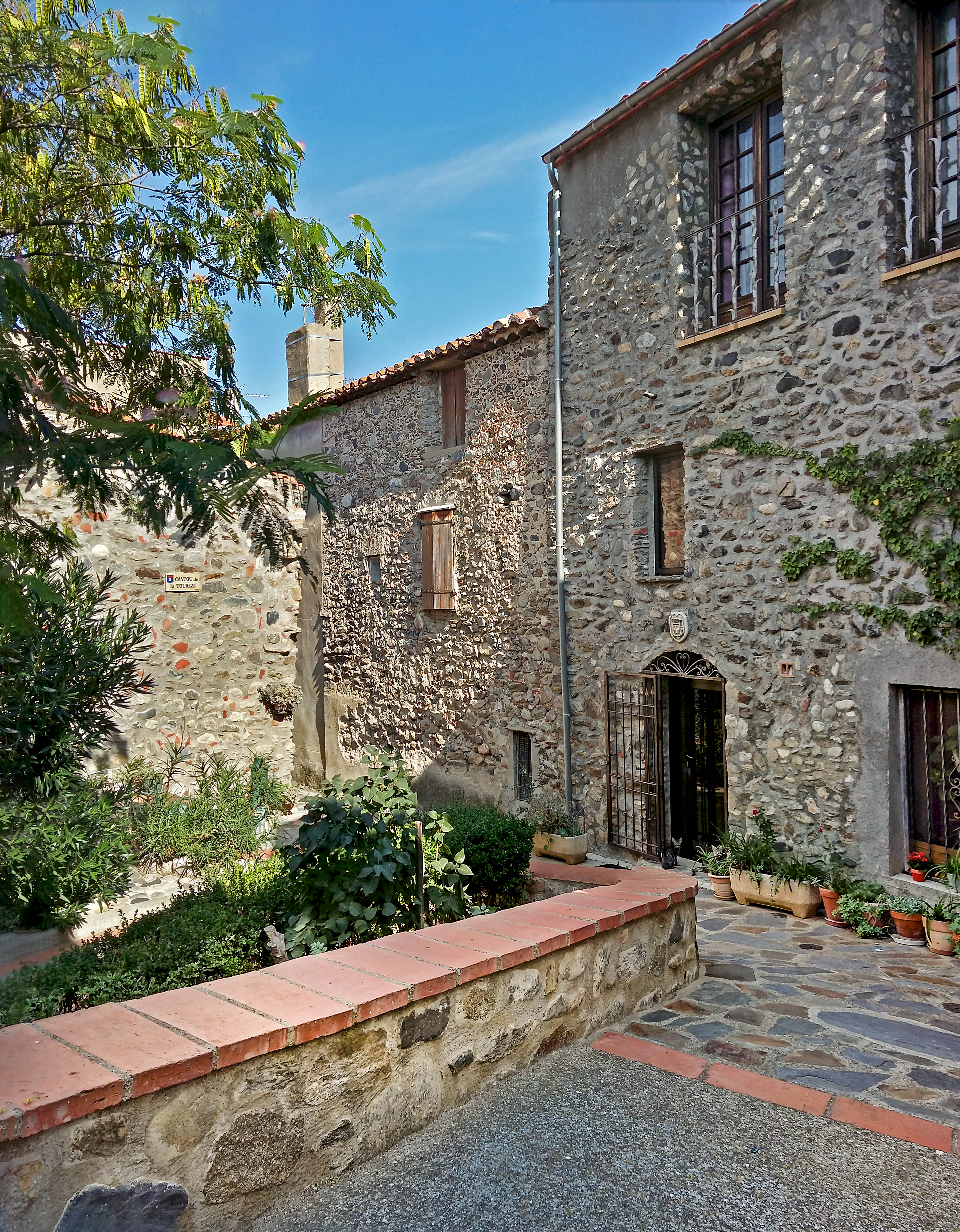
Place Cantou de la Toureze
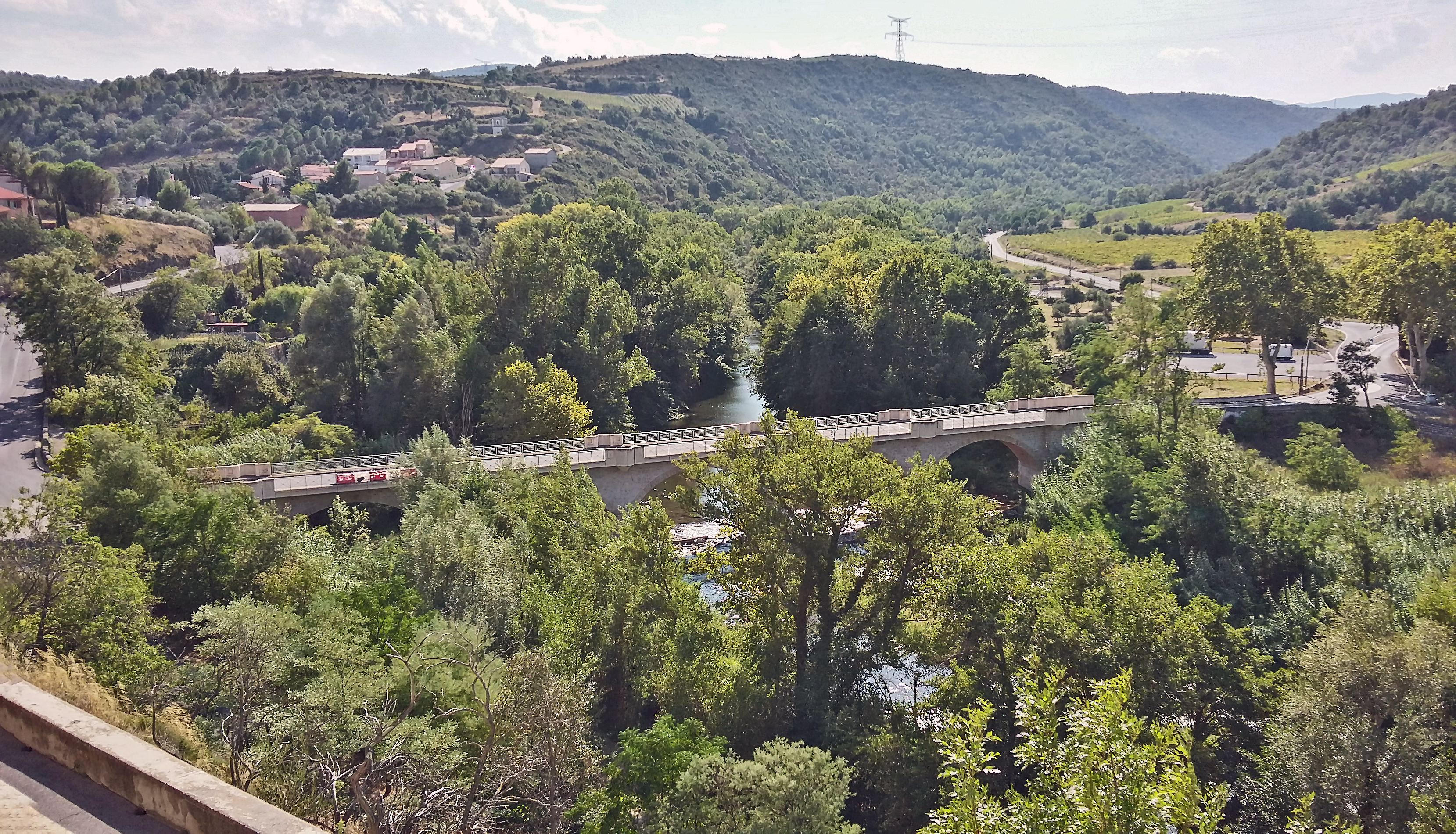
Le pont sur l'Agly depuis la Place Bellevue

### Personnalités liées à la commune
- Gabriel Deville (1751-1796) : évêque constitutionnel du diocèse de Perpignan, né et mort à Latour-de-France ;
- Pierre-Guillaume-Paul Coronnat (1845-1909) : général français né à Latour-de-France dont le père, Charles, est maire de la commune de 1854 à 1867 ;
- Guy Malé (1930-1987) : homme politique ayant passé son enfance à Latour-de-France.
- Claude Colomer (1934- 2012): Enseignant chercheur et bienfaiteur du village

### Héraldique
| Blason de Latour-de-France | Blason  | D'azur à la tour d'argent, ouverte et ajourée de sable ; au chef cousu de gueules chargé de trois besants d'or. |
| Blason de Latour-de-France | Détails | Le statut officiel du blason reste à déterminer.                                                                |